# Wassili Sergejewitsch Wladimirow

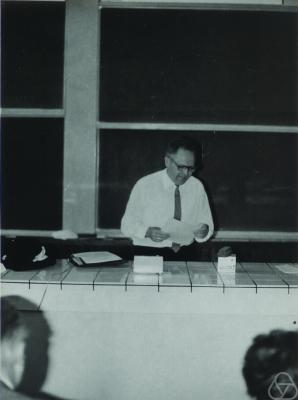
Wladimirow 1970 in Nizza

Wassili Sergejewitsch Wladimirow (russisch Василий Сергеевич Владимиров, englisch Vasilii Sergeevich Vladimirov; * 9. Januar 1923 in Djaglewo im Gouvernement Petrograd; † 3. November 2012 in Moskau) war ein russischer Mathematiker.

## Leben und Werk
Wladimirow war ein Sohn armer Bauern und schloss 1948 sein Studium an der Universität Leningrad ab. Im selben Jahr begann er am Steklow-Institut zu arbeiten. 1959 habilitierte er sich (sowjetischer Doktortitel) bei Boris Alexejewitsch Wenkow. Zu seinen Lehrern in Leningrad gehörten außerdem Leonid Kantorowitsch und Nikolai Nikolajewitsch Bogoljubow, bei dem er 1953 promovierte. Wladimirow war Professor an der Universität Leningrad und am Steklow-Institut in Leningrad. Er war außerdem Professor an der Lomonossow-Universität in Moskau. 1988 wurde er Direktor des Moskauer Steklow-Instituts.
Er arbeitete über analytische Funktionen mehrerer komplexer Variabler mit Anwendungen in der Quantenfeldtheorie, plurisubharmonische Funktionen, Transporttheorie, Monte-Carlo-Methode, Geometrie der Zahlen, Theorie der Distributionen, Anwendung p-adischer Zahlen in der mathematischen Physik, mehrdimensionalen Taubersätzen.
1953 erhielt er den Stalinpreis und 1987 den sowjetischen Staatspreis. 1971 erhielt er die Ljapunow-Goldmedaille und 1999 die Bogoljubow-Goldmedaille. 1970 wurde er Mitglied der sowjetischen Akademie der Wissenschaften. Außerdem war er Mitglied der Serbischen Akademie der Wissenschaften sowie seit 1985 korrespondierendes Mitglied der Sächsischen Akademie der Wissenschaften. 1970 war er Invited Speaker auf dem Internationalen Mathematikerkongress in Nizza (Analytic functions of several complex variables and axiomatic quantum field theory).

## Schriften
- Methods of the theory of functions of many complex variables. MIT Press, 1966.
- Gleichungen der mathematischen Physik (= Hochschulbücher für Mathematik. Bd. 74). Deutscher Verlag der Wissenschaften, Berlin 1972 (englisch MIR, Moskau, 1984, russisch Nauka 1976).
- Hrsg.: International Conference on the mathematical problems of quantum field theory and quantum statistical mechanics. 2 Bände. Proceedings Steklow Institute 1978.
- Generalized functions in mathematical physics. MIR, Moskau 1979.
- Hrsg.: A collection of problems for the equations of mathematical physics. MIR, Moskau 1986.
- mit Yu. N. Drossinov, B. I. Zavialov: Tauberian theorems for generalized functions. Dordrecht, Kluwer 1988.
- Hrsg.: Theoretical and mathematical physics – a collection of survey papers on the 50. Anniversary of the Steklov Institute. American Mathematical Society Providence 1988.
- Hrsg.: Number theory, algebra, mathematical analysis and their applications – dedicated to the 100. anniversary of the birth of I. Vinogradov. AMS, Providence 1993.
- mit I. Volovich, E. Zelenov: p-adic analysis and mathematical physics. World Scientific 1994.
- Methods of the theory of generalized functions. Taylor and Francis, 2002.
- Hrsg.: Problems in modern mathematical physics -collected papers dedicated to the 90. birthday of academician N.N.Bogoljubov. Nauka, Moskau 2002.